# 명왕

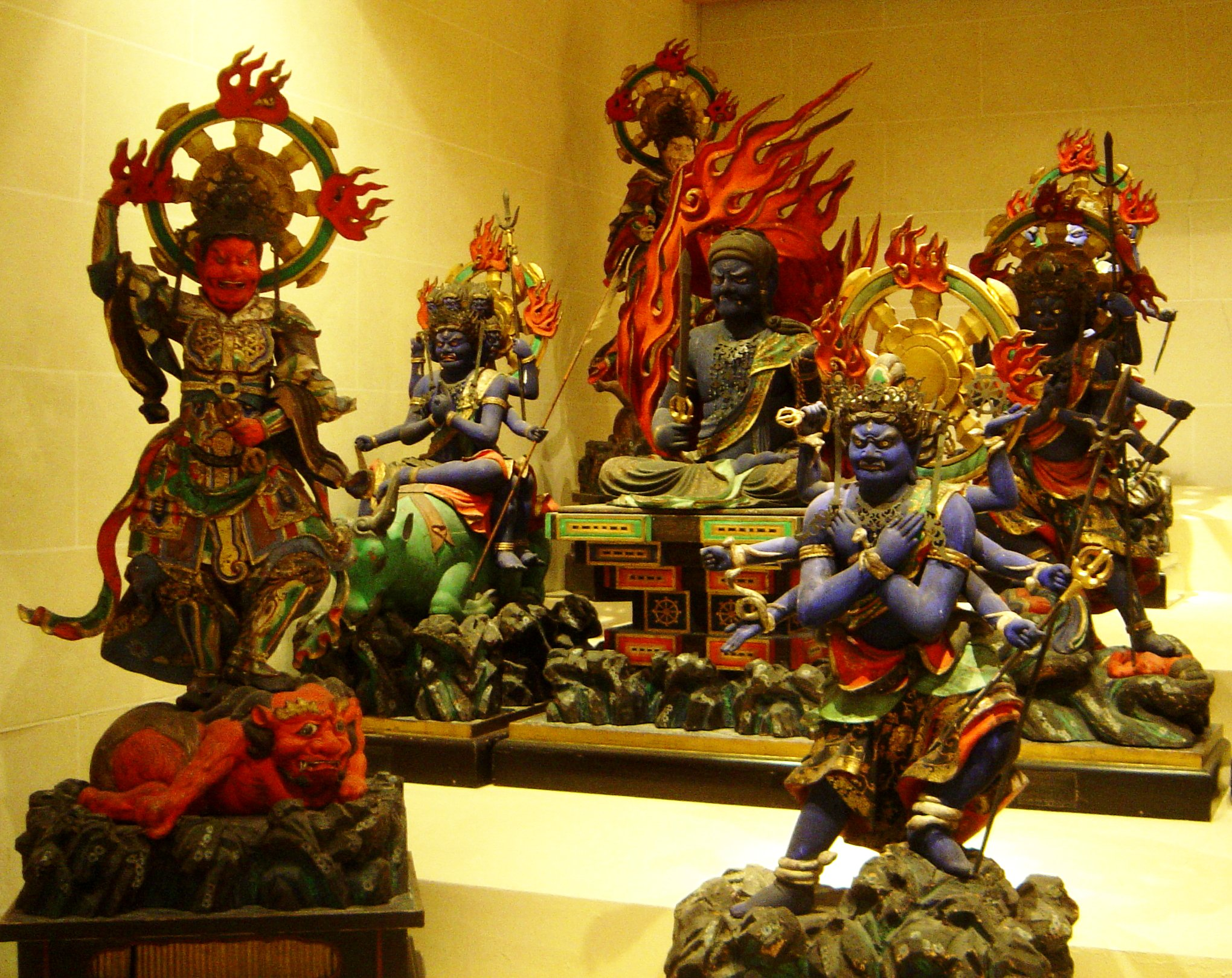
명왕 만신전(기메동양미술관 소장)

명왕(일본어: 明王 묘우오우[*], 산스크리트어: मिद्या राजा 비드야라자)는 밀교에서 신앙하는 존격(尊格)들을 칭하는 것으로, 여래의 화신으로 여겨진다.
명왕의 명(明)은 범어로 비드야(मिद्या)라고 쓰며 지식, 학문을 의미하는 일반명사이다. 밀교적 맥락에서는 특히 부처가 말한 진실의 지식, 즉 진언을 말하고 명 또는 명주(明呪)라고 한역된다.
라자(राजा)란 왕이라는 뜻으로 부처의 이름에도 종종 포함되는 존칭이다. 이 명(진언)을 익힌 자를 특명자(持明者, vidyā-dhara 비드야드하라)라고 부르며, 그 특명자들의 왕을 “진언(부처의 지혜)를 익힌 위대한 존재”라는 뜻으로 비드야라자, 곧 명왕이라고 부른다.
명왕은 일반적으로 밀교에서 최고불존인 대일여래의 명을 받들어 불교에 아직 귀의하지 않은 민중을 개종시키는 역할을 맡는 불존이다. 이들 존격은 중생을 가르치고 지도하는 역할을 지니고 있기에 교령신(일본어: 教令身 쿄우료우신[*]) 또는 교령륜신(일본어: 教令輪身 교우료우린진[*])이라고도 부른다. 혹은 모든 명왕은 대일여래가 불교에 귀의치 않은 민중을 힘으로라도 개종시키기 위해 변한 화신이라는 설도 있다. 따라서 부처의 가르침에 순종하지 않은 자들에게 무시무시한 형체를 나타내어 복종시키고 교화시키는 부처로서 존재한다.
명왕은 일반적으로 "천(天)"이라는 명칭이 붙는 천부의 신들(비사문천, 제석천 등)뿐 아니라 고대 인도 신화에 나오는 다른 신들, 특히 야차나 아수라 같은 악귀신들까지 불교에 포괄되어 선신화된 것이 특징이다. 명왕은 본래 고대 인도 신화에서도 천(天)들보다도 높은 견지에 소재하는 존재로 여겨지는 일이 많고, 불교에 포괄된 뒤에도 천(天)들은 부처의 세계를 지탱하는 수미산이라는 산의 수호를 주로 담당하고 명왕은 사람들의 불성을 계발하고 악을 토벌하는 민중의 교화를 담당하는 식으로 그 역할에 차이가 있다. 이런 점에서 천부와 구분하여 명왕부(明王部), 염노부(忿怒部)라고도 한다.
여성 명왕도 있는데, 이를 명비(일본어: 明妃, vidyā-rājñī 비드야라즈니)이라고 한다. 티베트 불교에서는 남녀 명왕과 명비가 포옹하고 있는 존상이 많이 발견된다.
일본의 경우 나라 시대에 명왕에 관한 경전이 전해졌지만, 체계적으로 신앙되기 시작된 것은 진언종 계통에서는 홍법대사, 천태종 계통에서는 지증대사 이후로서 헤이안 시대 이후의 일이다.

## 주요 명왕
- 오대명왕
  - 부동명왕
  - 강삼세명왕
  - 군다리명왕
  - 대위덕명왕
  - 금강야차명왕
  - 오추사마명왕
- 대원수명왕
- 애염명왕
- 공작명왕
- 마두명왕
- 육자명왕

## 같이 보기
- 호법신
- 곤겐